# 南街会館
南街会館（なんがいかいかん）は、かつて大阪市中央区難波にあった東宝系の映画館。南海難波駅の向かいに立地していた。

## 映画館
- 南街劇場 (816席)　- 日劇1系
  - シネマスコープで当時は大阪最大の劇場だった。
- 南街東宝 (417席)　- 東宝邦画（主に日劇2）系
- 南街シネマ (452席) - 日劇3系
- 南街スカラ座 (567席) - 日比谷スカラ座系
- 南街文化劇場 (232席) - ニュー東宝シネマ（現・TOHOシネマズ有楽座）系。末期には有楽町スバル座、シャンテ シネの作品も上映していた。

※館名・座席数は全て閉館時のもの。

## 概要

南街劇場開館時に上映した『聖衣』（監督ヘンリー・コスター、配給20世紀フォックス、日本公開1953年12月26日）の宣伝ポスター

1938年（昭和13年）1月に東宝がミナミの興行拠点として南街映画劇場を建設したのが始まりである。当時のミナミの興行街は、松竹が道頓堀を、千日土地建物が千日前をそれぞれ本拠にしており、新興勢力で梅田が拠点の東宝はそのどちらにも劇場を建設できなかった。
1953年（昭和28年）12月18日に南街会館が落成（南街劇場は宝塚歌劇の上演と洋画上映、なんば東宝は東宝封切館）。南街劇場は座席数1,488席の大劇場で梅田の北野劇場、道頓堀の大阪松竹座とともに大阪を代表する洋画の殿堂であった。1954年（昭和29年）に南街文化劇場（後の南街スカラ座）、1955年（昭和30年）には南街ミュージックホールが開場した。南街ミュージックホールはトップレスの女性ダンサーによるレビューとコントを上演（日劇ミュージックホールの南街版）するなど良質なエロチシズムを提供したが、土地柄かあまり人気は出ず1958年（昭和33年）に閉鎖。南街シネマに改装となった。南街シネマは1959年（昭和34年）より、毎日放送の公開コメディ『番頭はんと丁稚どん』や『コミック捕物帖 まげもの110番』の収録会場としても使用された。1966年（昭和41年）にATGの上映館として南街文化劇場が開場。1983年（昭和58年）には南街劇場の1階席と2階席を分割し、1階を南街劇場、2階を南街東宝（なんば東宝から改称）としてリニューアル。5スクリーン体制が確立した。
その後も『ゴジラ』『スター・ウォーズ』『ドラえもん』などのシリーズ物や『タイタニック』『千と千尋の神隠し』等多数の収入を記録。末期には5館をまとめて「南街シネプレックス」と称していた。しかし、建物の老朽化が進んだため2004年（平成16年）2月1日、南街劇場で上映された『七人の侍』を最後に50年の歴史に幕を閉じた。オープン以来、50年間の総動員数は8300万人。年間最高記録は1959年（昭和34年）の295万人。閉鎖後は解体され、会館跡には「なんばマルイ」が建てられ、8階から11階に後継館であるTOHOシネマズなんば・本館（開業当初は単にTOHOシネマズなんば）が開館した。

### 映画興行発祥の地
南街会館前史として、同地には1888年（明治21年）に歌舞練場として南地演舞場が建設され、1897年（明治30年）2月15日、フランスのリュミエール兄弟製作によるシネマトグラフが上映された。この上映会は入場料を接収した日本で初めての興行であり、そのことから南地演舞場跡地の南街会館が映画興行発祥の地とされている。そのことに感銘をおぼえた東宝の創業者、小林一三は記念碑を残している。その碑はTOHOシネマズとなった現在も、1階のTOHOシネマズ直通エレベーターの右側の壁に埋め込まれている。